# Джерард Вінстенлі
Джерард Вінстенлі (англ. Gerrard Winstanley; 1609, Віган, графство Ланкашир — 10 вересня 1676) — англійський соціаліст-утопіст XVII століття, один з керівників руху дігерів.

## Біографія
Народився в місті Віган в сім'ї торговця шовком та оксамитом Едуарда Вінстенлі. Джерард не отримав систематичної освіти. З 1630 жив в Лондоні. Був учнем, потім членом компанії торговців готовим одягом, мав власне підприємство в лондонському Сіті. Коли спалахнула війна між парламентом і Карлом I, його симпатії були повністю на боці першого, він щедро підтримував парламентську армію, поки важкі податки не позбавили його становища. Розорившись, близько 1643 став працювати за наймом в графстві Суррей.
Початок його проповідницької діяльності відноситься до середини 1640-х рр.., До часу встановлення в Англії республіки. Вдаючись до містичної аргументації, Вінстенлі в численних памфлетах (починаючи з «Нового закону справедливості», 1649) виклав своє соціальне вчення, складовими частинами якого є «закон соціальної справедливості», обґрунтування необхідності демократичного аграрного перевороту, проект «Вільної Республіки». «Новим законом справедливості» Вінстенлі назвав безкласове суспільство, яке не знає приватної власності, грошей, купівлі-продажу, роботи за наймом, імущих і незаможних. Встановленню цього «закону» повинен був передувати демократичний аграрний переворот, який передбачав право бідняків безоплатно обробляти громадські пустки, а також звільнення копігольда і перетворення його у фригольд.
Здійснення аграрного перевороту Вінстенлі вважав неодмінною умовою перемоги республіки над монархією. У 1649 Вінстенлі очолив виступ дігерів («істинних левеллерів», на відміну від послідовників Лільберна), вкрай лівого крила революційної демократії в період Англійської революції XVII століття, які виражали інтереси міської та особливо сільської бідноти і виступали за спільну обробку общинних земель. Виступ знаменував кульмінаційний пункт розвитку революційно-демократичного руху в Англії в середині XVII століття. Вінстенлі став один з перших виразників інтересів експропрійованих народних мас.
Заснував поблизу містечка Кобем колонію дігерів, що стала першим в новій історії комуністичним експериментом. Після розгрому колонії (весна 1650) Вінстенлі написав свій ідеологічний заповіт — комуністичну утопію «Закон свободи» (1652), в якій вперше чітко пов'язав соціальні ідеали комуністичного суспільства із сподіваннями бідноти, а свободу громадянина характеризував перш за все як свободу від потреби. Твір пройнятий ідеями «зрівняльного комунізму», який Вінстенлі намагався втілити в життя мирними методами. У передмові, у формі звернення до Кромвеля, автор дає різку критику існуючих порядків; в перших трьох розділах викладено теоретичні міркування про свободу і про монархічний і республіканський образ правління; з четвертого розділу починається картина ідеального суспільного устрою.
Головні риси його такі: земля загальна; в промисловості панує домашнє виробництво, розподіл відбувається за допомогою громадських магазинів; навчання і праця загальні і обов'язкові; центральна влада — в руках парламенту, місцева — у руках різних посадових осіб; військо і духовенство є, але обов'язок останнього обмежується просвітою народу, бо релігії, заснованої на надчутливому, не існує; шлюб вільний і здійснюється без всяких формальностей, він обов'язковий у разі доведеного зв'язку, що призвів до народження дитини; покарання, аж до смертної кари, існують; вищі покарання осягають викритих у купівлі, продажу; золото та срібло, як і в Мора, йдуть тільки на начиння.
Залишок життя Вінстенлі провів серед квакерів і частково перейнявся їх поглядами.
В обґрунтуванні свого соціально-політичного ідеалу Вінстенлі не цілком звільнився від теології, але в основному перейшов на позиції раціоналізму і трактував теорію природного права в дусі рішучого заперечення приватної власності. Матеріалістично витлумачував питання етики і моралі. Риси реально існуючого тоді в Англії способу виробництва поєднуються у Вінстенлі з комуністичним принципом розподілу шляхом прямого продуктообміну. Політичний ідеал Вінстенлі — послідовно демократична республіка.
З великою часткою ймовірності встановлюється вплив творів Вінстенлі, і насамперед його «Закону свободи», на так звані кооперативні утопії Вільяма Ковелла «Декларація парламенту» (1659 р.) і Пітера Корнеліуса Плокбоя «Шлях, запропонований з метою зробити бідних цієї нації щасливими» (1659 р.). Є підстави вважати, що твори Вінстенлі були відомі і читалися і в XVIII столітті, зокрема примірник «Закону волі» був подарований Генрі Філдінга.
У 1975 році у Великій Британії до 300-річчя смерті Вінстенлі режисер Кевін Браунлоу зняв чорно-білий фільм «Вінстенлі» («Winstanley»).

## Твори
- The works …, lthaca — N. Y., 1941; в рус. пров. — Джерард Вінстенлі. Обрані памфлети / Пер. з англійської Є. Г. Денисової. М. — Л., 1950.
- Джерард Вінстенлі. Закон свободи [Архівовано 17 жовтня 2016 у Wayback Machine.]
- Памфлети в: Прутцков Г. В. Ведення в світову журналістику. Антологія в двох томах

Англ. :
- A Declaration from the Poor Oppressed People of England [Архівовано 12 листопада 2020 у Wayback Machine.] Winstanley & 44 others (1649) / diggers1.htm backup
- The True Levellers 'Standard Advanced [Архівовано 10 грудня 2020 у Wayback Machine.] by Winstanley & 14 others (April 1649) org / reference / subject / philosophy / works / en / winstanley.htm backup[недоступне посилання з липня 2019]
- The Law of Freedom in a Platform [Архівовано 11 січня 2021 у Wayback Machine.] by Gerrard Winstanley